# Rašovice, Vyškov
Rašovice là một làng thuộc huyện Vyškov, vùng Jihomoravský, Cộng hòa Séc.